# Anton Färber
Anton Färber (* 20. Juli 1906 in Aßling, Bayern; † 12. Oktober 1991 in Hausham) war ein deutscher Schauspieler.

## Leben
Anton Färber erhielt seine schauspielerische Ausbildung 1926 bis 1929 bei Max Bayrhammer in München. 1929 debütierte er am Stadttheater Ingolstadt. Weitere Stationen waren die Bayerische Landesbühne, das Stadttheater Landshut, das Kurtheater Bad Kissingen, das Stadttheater Meißen, das Albert-Theater Dresden, das Trianon-Theater Berlin, das Theater am Kurfürstendamm, das Theater am Nollendorfplatz, das Volkstheater München (1936), die Staatsoperette München, die Kammerspiele München, erneut die Bayerische Landesbühne, die Städtischen Bühnen Teschen (1940 bis 1943) und das Staatstheater Krakau (1945). 
Nach Kriegsende war Färber auf Tourneen zu sehen. In mehreren Filmen übernahm er kleinere Rollen.

## Filmografie
- 1938: Sergeant Berry
- 1938: Dreizehn Mann und eine Kanone
- 1939: Germanen gegen Pharaonen
- 1939: Der Feuerteufel
- 1944/48: Im Tempel der Venus
- 1945: Wo ist Herr Belling?
- 1948: Der Herr vom andern Stern
- 1951: Das seltsame Leben des Herrn Bruggs
- 1952: Hinter Klostermauern
- 1952: Das letzte Rezept
- 1953: Die Mühle im Schwarzwäldertal
- 1953: Die vertagte Hochzeitsnacht
- 1954: Das unsichtbare Netz (Night People)
- 1955: Lola Montez (Lola Montès)
- 1956: Die Geierwally
- 1957: Wetterleuchten um Maria
- 1957: Der Edelweißkönig
- 1959: Der Schäfer vom Trutzberg
- 1970: Königlich Bayerisches Amtsgericht: Der Gewissenhafte (Fernsehserie)